# 遊んで! まんがのお兄さん
『遊んで! まんがのお兄さん』（あそんで まんがのおにいさん）は、日本の漫画家むうりあんによる漫画。『コミック電撃だいおうじ』（KADOKAWA）にて連載された。単行本は全2巻。全21話。話数表記は「だい○わ」。
高校生にして漫画家の少年と、その妹と、妹の同級生2人が漫画の描き方を教わるはずが、妹の同級生が別方向に暴走して無茶苦茶で支離滅裂な展開にまで発展していくというのがお約束のオチとなる、スラップスティックな作風のギャグ漫画作品。物語は少年か妹、その同級生の目線で物語が進む。また、劇中で登場人物が暴れる際、ウサギがスモークを出すという演出がなされている。
本作は作者のむうりあんの漫画家人生にない要素「主人公がイケメンでモテモテ、高校生にして漫画家デビュー」という構想から編み出された。また、作中での時間の経過が遅く、夏が長い。

## あらすじ
小学5年生の大宮すみれとその同級生・上野茉弥、赤羽千愛は、すみれの兄で、小宮あずきのペンネームで漫画家としても活動している高校生の少年・大宮梓馬（通称「お兄さん」）の自宅兼仕事場に来て漫画の描き方を教わりに来た。すみれは「兄と一緒に絵を描きたい」、茉弥は「漫画家デビューしたい」、千愛は「みんなからチヤホヤされたい」というそれぞれバラバラの理由で教わりに来たがために、梓馬は漫画の基礎を教えようとするも、彼女たちそれぞれが暴走して無茶苦茶で支離滅裂な行動をとるため漫画を教えるどころではなく別方向へと翻弄される日々を送るハメになる。また、梓馬の漫画が好きである同級生でクラス委員長の十条喜久子は女児好きであり、すみれたち目当てに絡むようになっていく。

## 登場人物
大宮 梓馬（おおみや あずま）
本作の主人公。「小宮あずき」のペンネームで漫画家としても活動している高校生の少年。妹のすみれやその同級生たちに振り回される日々を送るハメになる。学業と漫画家を兼任しているため多忙であり、授業中は寝てしまいがち。人柄はいいが、すみれたちがふざけると鉄拳制裁も辞さない厳しさも持つ。
大宮 すみれ
梓馬の妹で小学校5年3組。ポニーテールの少女。兄と一緒にお絵かきしたがるほどのブラコン。日曜朝8時半に放送しているアニメ『ハートフルプリピュア』のファンで、その手の絵に関しては一流だが、『プリピュア』を織り交ぜないと上手く描けず、それ以外のジャンルの絵を描くと奇天烈な絵画になる。被害者である兄がエッチなトラブルに巻き込まれるとロケット頭突きを食らわす。
上野 茉弥（うえの まや）
すみれのクラスメイトで親友。眼鏡をかけた外ハネのセミロングヘアーの少女。漫画家志望で常時ベレー帽をかぶっているのが特徴。そのため、3人の中では漫画に対して真剣である一方、自分の絵には自信がなく練習もあまりしていなかったため自己嫌悪になっていたが、梓馬に諭されて悩みを解決した。資産家の令嬢でもあり、「ですわ」「ますわ」口調で話すほか、大金を振りかざすこともしばしば。また、漫画家デビューのためなら手段を選ばずアブナイ行動を起こすことも。梓馬のことを「先生」と呼び尊敬しているが、それ以上に恋心を持ち合わせている行動が目立つ。
赤羽 千愛（あかばね ちなみ）
すみれのクラスメイトで親友。橙色に近い金髪のツインテールの少女。漫画家志望動機は「みんなにモテたいから」という不真面目なもの。
十条 喜久子（じゅうじょう きくこ）
梓馬のクラスメイトで委員長兼生徒会員。梓馬が漫画家であることを知る校内で唯一の人物でなおかつ、梓馬が職業柄学業に集中できないことから手伝われている頭が上がらない存在でもある。実は女児好き。

## 書籍
- むうりあん『遊んで! まんがのお兄さん』 アスキー・メディアワークス〈電撃コミックスNEXT〉、全2巻 
  1. 2016年4月27日初版発行（同日発売[5]）、ISBN 978-4-04-86587-4-4[6]
  2. 2017年4月27日初版発行（2017年4月26日発売[7]）、ISBN 978-4-04-892817-5[8]